# Peninah Musyimi
Peninah Nthenya Musyimi (sinh tháng 12 năm 1978) là một nhà hoạt động luật sư người Kenya, cô đã thành lập dự án 'Không gian an toàn', nhằm trao quyền cho những phụ nữ lớn lên trong các khu ổ chuột ở Nairobi. Dự án dựa trên kinh nghiệm sống của chính cô khi là người đầu tiên từ khu vực lân cận ở Mathare Valley tốt nghiệp đại học. Năm 2011, cô là người nhận được giải thưởng "Tôi là người mạnh mẽ" của CARE International.

## Cuộc sống

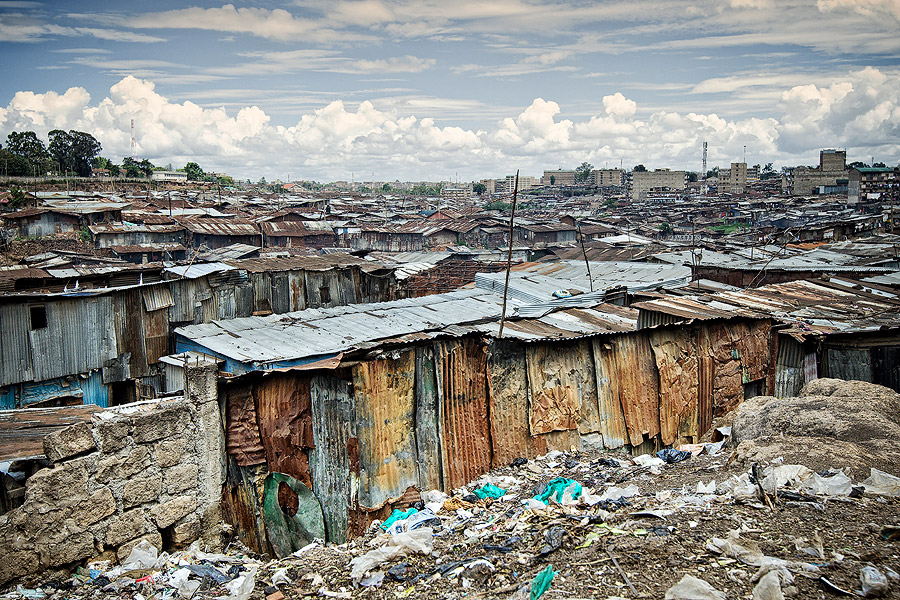
Quang cảnh Mathare Valley vào năm 2009

Musyimi sinh vào tháng 12 năm 1978 tại khu vực Nairobi được gọi là Mathare Valley. Gia đình cô nghèo và sống trong một ngôi nhà không có nhà vệ sinh, vì vậy cô làm việc cho hàng xóm để trả tiền. Uống rượu, ma túy và mại dâm là những điểm phổ biến ở Mathare Valley, ảnh hưởng đến khả năng tiếp cận giáo dục của những người trẻ tuổi.
Tuy nhiên, Musyimi đã bắt đầu học tiểu học, mặc dù cô không có đồng phục hay giày, và trở thành một học sinh giỏi. Tuy nhiên không chắc rằng cô sẽ có thể học trung học. Bất chấp khó khăn, cô đã thu xếp được kinh phí, đi bộ 16 km đến trường mỗi ngày. Musyimi muốn học tiếp đại học, nhưng điều này chưa có tiền lệ đối với một cô gái xuất thân nghèo, cộng với việc người cha muốn cô kết hôn.
Con đường đến với nền giáo dục đại học mở ra cho Musyimi là khả năng nhận được học bổng dựa trên khả năng chơi bóng rổ. Tuy nhiên, có rất ít cơ sở thể thao nơi cô sống. Có một sân bóng rổ tại một nhà thờ và cô đã thuyết phục một cầu thủ bóng rổ ở đó dạy cho mình. Cô nói với huấn luyện viên của mình rằng một khi có đủ kỹ năng thì có thể thành lập một đội ở nhà thờ. Với quá trình đào tạo chuyên nghiệp, cô đã vượt qua các thử thách và nhận được học bổng trị giá 400 đô la để theo học tại Đại học Nairobi, cô theo học Luật và Khoa học xã hội. Cô là người phụ nữ đầu tiên từ khu ổ chuột ở Mathare Valley tốt nghiệp đại học.
Sau khi tốt nghiệp, Musyimi được đào tạo để trở thành luật sư, nhưng nhận ra rằng mình có thể thực hiện nhiều hoạt động tích cực hơn nữa. Năm 2008, cô thành lập "Không gian an toàn" với nguồn vốn từ Trường học không biên giới và đại sứ quán Hà Lan. Mục đích của tổ chức là tăng cường sự tự tin và cơ hội cho các cô gái ở Nairobi. Dự án khuyến khích các phụ nữ có hoài bão và cung cấp kinh phí để hỗ trợ giáo dục trung học và đại học. Dự án cũng dạy các cô gái cách trở thành thợ cơ khí. Bắt đầu bằng một cuộc gặp gỡ ban đầu tại nhà của cô với một nhóm thanh thiếu niên, nơi họ thảo luận về cách phụ nữ bị "đối xử như rác rưởi".

## Giải thưởng
Năm 2011, cô được CARE trao giải "Tôi là người mạnh mẽ" của năm nhân kỷ niệm 100 năm Ngày Quốc tế Phụ nữ. Cô đã đến Washington để nhận giải thưởng.
Vào năm 2014, cô đã có một buổi nói chuyện trên TED về câu chuyện của mình với tựa đề "Tôi là người thay đổi" ở Amsterdam. Tính đến tháng 2 năm 2022, đã được xem 10.000 lần. Năm 2019, cô được mời đến Amsterdam, nơi cô phát biểu khi khai mạc một hội nghị chuyên đề. Cô đã phát biểu tại Bảo tàng Cobra để ủng hộ Ngày Quốc tế Phụ nữ.